# L'Amour ou presque
L'Amour ou presque est un film français réalisé par Patrice Gautier, sorti en 1985.

## Fiche technique
- Titre : L'Amour ou presque
- Réalisation : Patrice Gautier
- Scénario : Patrice Gautier et Pierre Geller
- Photographe : Roland Dantigny
- Son : Yves Osmu
- Décors : Florence Bonamy
- Musique : Michel Lucciani
- Montage : Françoise London
- Production : 	Les Films du Sabre - Cinémadis
- Tournage : du 9 janvier au 24 février 1985
- Durée : 88 minutes
- Date de sortie : 
  - France : 20 novembre 1985

## Distribution
- Jean-François Balmer : Albert
- Jean-Pierre Kalfon : Max
- Élisabeth Depardieu : Alice
- Julie Delpy : Mélie
- Hippolyte Girardot : Luc
- Bernard Fresson : le pyromane
- Michel Robin : le patron de la station-service
- Claude Melki : le bijoutier
- Jean-Louis Foulquier : Jean